# ロータス・97T
ロータス・97T (Lotus 97T) は、チーム・ロータスが1985年のF1世界選手権参戦用に開発したフォーミュラ1カー。設計はジェラール・ドゥカルージュ。1985年の開幕戦から最終戦まで実戦投入された。

## 97T
基本的なデザインは95TとCART用のマシンであった96を踏襲している。シャーシは95Tとは違い、カーボンファイバーでアルミハニカムをサンドイッチする方式に変更されている。これは96からもたらされた。シーズン初期は、前輪とサイドポンツーンの間にバージボードを搭載していた。
ドライバーは、エリオ・デ・アンジェリスとアイルトン・セナ。No.2ドライバーとしてチームに加入したセナであったが、デ・アンジェリスを上回る速さを見せ、第2戦ポルトガルGPではポールポジションを獲得。初優勝、ファステストラップを記録し、ハットトリックを成しえた。

## スペック

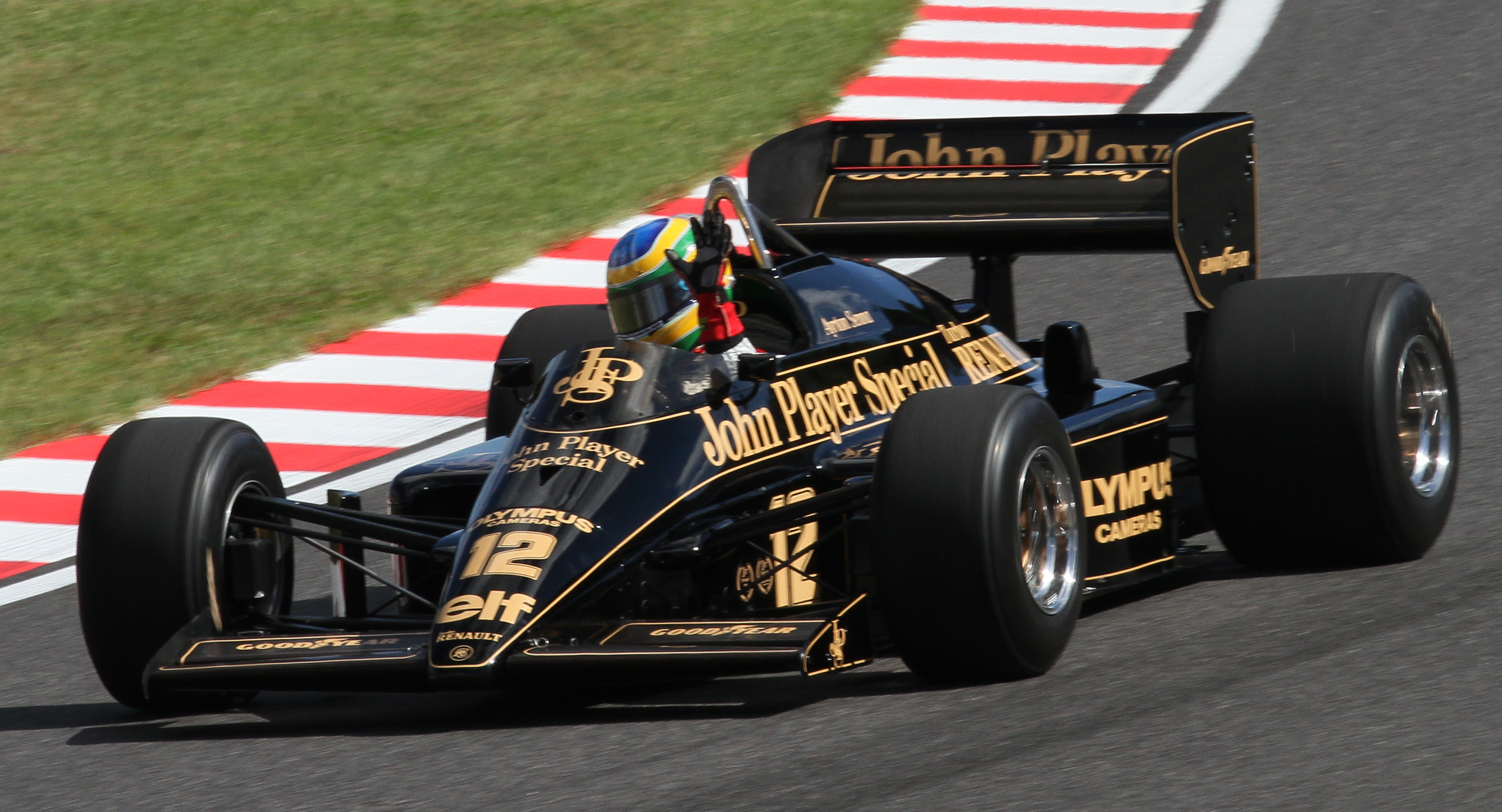
2010年日本GPにて、ロータス・97Tを駆るブルーノ・セナ。

### シャーシ
- シャーシ名 97T
- シャーシ構造 カーボンファイバー モノコック
- サスペンション プルロッド式ダブルウィッシュボーン
- 全長 4,216mm
- 全幅 2,146mm
- 全高 1,003mm
- ホイールベース 2,718mm
- 前トレッド 1,816mm
- 後トレッド 1,612mm
- ホイール スピードライン（英語版）
- タイヤ グッドイヤー
- ダンパー コニ
- ギヤボックス ヒューランドFGB（ケーシングはロータス）5速マニュアル

### エンジン
- エンジン名 ルノーEF4,EF15
- 気筒数・角度 V型6気筒ターボ・90度
- 排気量 1,492cc
- ボア 86（EF15:80.1）mm
- ストローク 42.8（EF15:49.4）mm
- スパークプラグ チャンピオン
- 燃料・潤滑油 エルフ
- 最高出力 770~1000ps

## 記録
- 年間3勝 8PP（1985年）
- コンストラクターズランキング3位。
- ドライバーズランキング4位（アイルトン・セナ）2勝 7PP
- ドライバーズランキング5位（エリオ・デ・アンジェリス）1勝 1PP

| 年   | 型  | タイヤ | No. | ドライバー       | 1   | 2   | 3   | 4   | 5   | 6   | 7   | 8   | 9   | 10  | 11  | 12  | 13  | 14  | 15  | 16  | ポイント | ランキング |
| 年   | 型  | タイヤ | No. | ドライバー       | BRA | POR | SMR | MON | CAN | DET | FRA | GBR | GER | AUT | NED | ITA | BEL | EUR | RSA | AUS | ポイント | ランキング |
| ---- | --- | ------ | --- | ---------------- | --- | --- | --- | --- | --- | --- | --- | --- | --- | --- | --- | --- | --- | --- | --- | --- | -------- | ---------- |
| 1985 | 97T | G      | 11  | デ・アンジェリス | 3   | 4   | 1   | 3   | 5   | 5   | 5   | NC  | Ret | 5   | 5   | 6   | Ret | 5   | Ret | DSQ | 71       | 4位        |
| 1985 | 97T | G      | 12  | セナ             | Ret | 1   | 7   | Ret | 16  | Ret | Ret | 10  | Ret | 2   | 3   | 3   | 1   | 2   | Ret | Ret | 71       | 4位        |

- 太字はポールポジション、斜字はファステストラップ、NCは規定周回不足、DSQは失格。(key)